# Vetas
Vetas è un comune della Colombia facente parte del dipartimento di Santander.
L'abitato venne fondato da Ortun Velasco nel 1555.